# Gomphocarpus
Gomphocarpus ist eine Pflanzengattung in der Unterfamilie der Seidenpflanzengewächse (Asclepiadoideae). Das Verbreitungsgebiet umfasst ursprünglich das östliche und südliche Afrika sowie vereinzelte Vorkommen in höher gelegenen Gebieten in Westafrika.

## Beschreibung

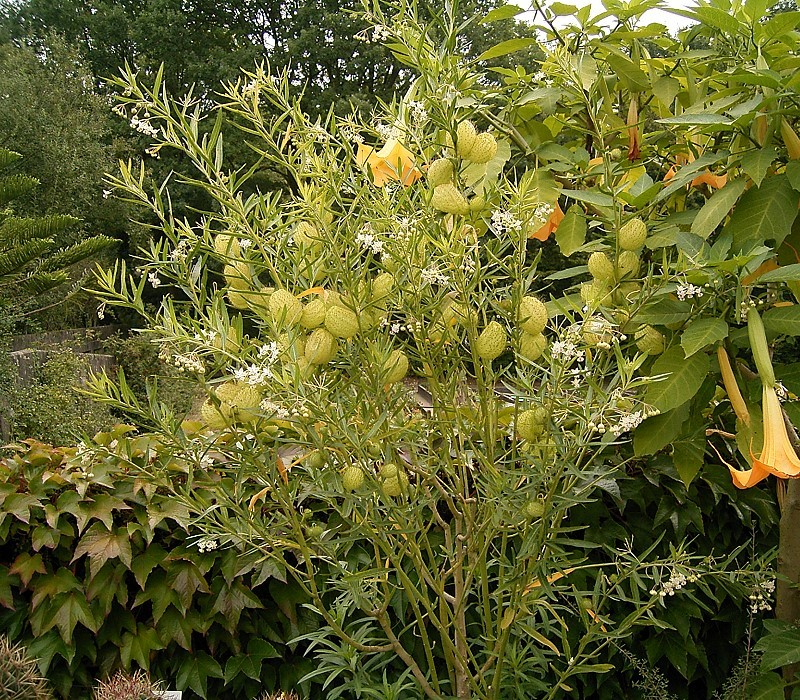
Erscheinungsbild, Laubblätter und Balgfrüchte von Gomphocarpus fruticosus

### Erscheinungsbild
Die meisten Gomphocarpus-Arten wachsen als aufrechte, am Grund verholzte oder ausdauernde, krautige Pflanzen und erreichen Wuchshöhen von 50 bis 300 Zentimeter. Sie besitzen einen reichlich fließenden, weißen Milchsaft.
Die am Grund oder auch weiter oben mehr oder weniger stark verzweigten oder auch unverzweigten Stängel sind steif oder biegsam. Eine Art besitzt photosynthetisch aktive Stängel (und reduzierte Blätter). Die Stängel sind bei einigen Arten hohl, einige Arten bilden jährlich Stängel aus, die aus einem faserigen oder meist verholzten, nicht-knolligen Rhizom oder einer Pfahlwurzel austreiben. Die Stängel sind kahl oder werden mit zunehmendem Alter kahl oder sind auf der gesamten Oberfläche flaumig, filzig oder wollig behaart.

### Laubblätter
Die gegenständig oder gelegentlich wirtelig angeordneten, wenig bis stark nach oben weisenden Laubblätter sind sitzend oder sehr kurz gestielt. Die krautigen bis fleischigen oder auch ledrigen Blattspreiten sind 3 bis 12 (bis 18) cm lang und 0,3 bis 2 (bis 6) cm breit, linealisch, länglich, dreieckig bis eiförmig mit gestutzter oder keil- oder herzförmiger Spreitenbasis und zugespitztem Ende, sowie meist mit nach unten umgebogenen Blatträndern. Sie sind schwach bis stark flaumig, filzig oder wollig behaart mit langen und weichen Trichomen, auf der Oberseite manchmal auch kahl.

### Blütenstand und Blüten

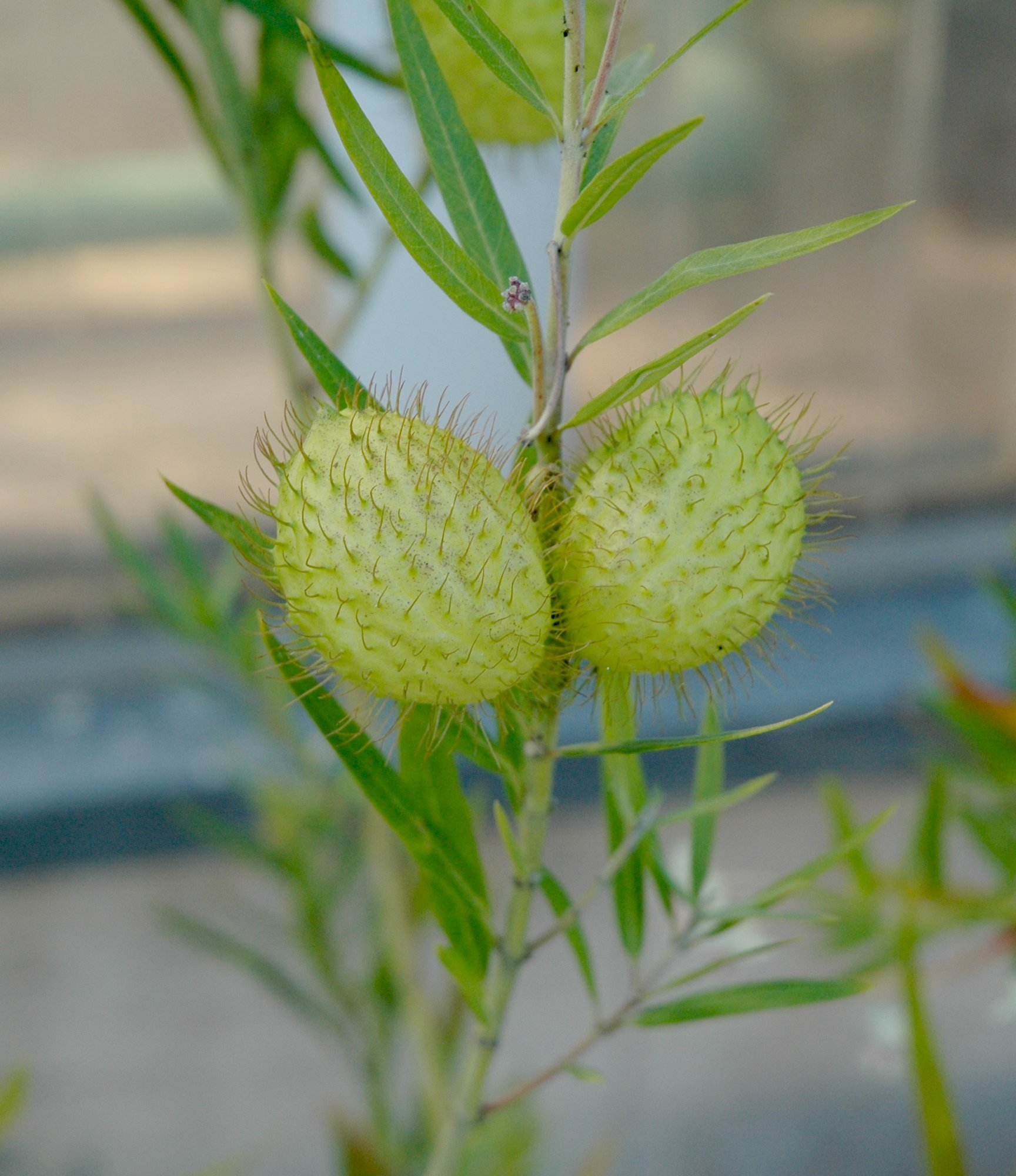
Balgfrüchte von Gomphocarpus fruticosus

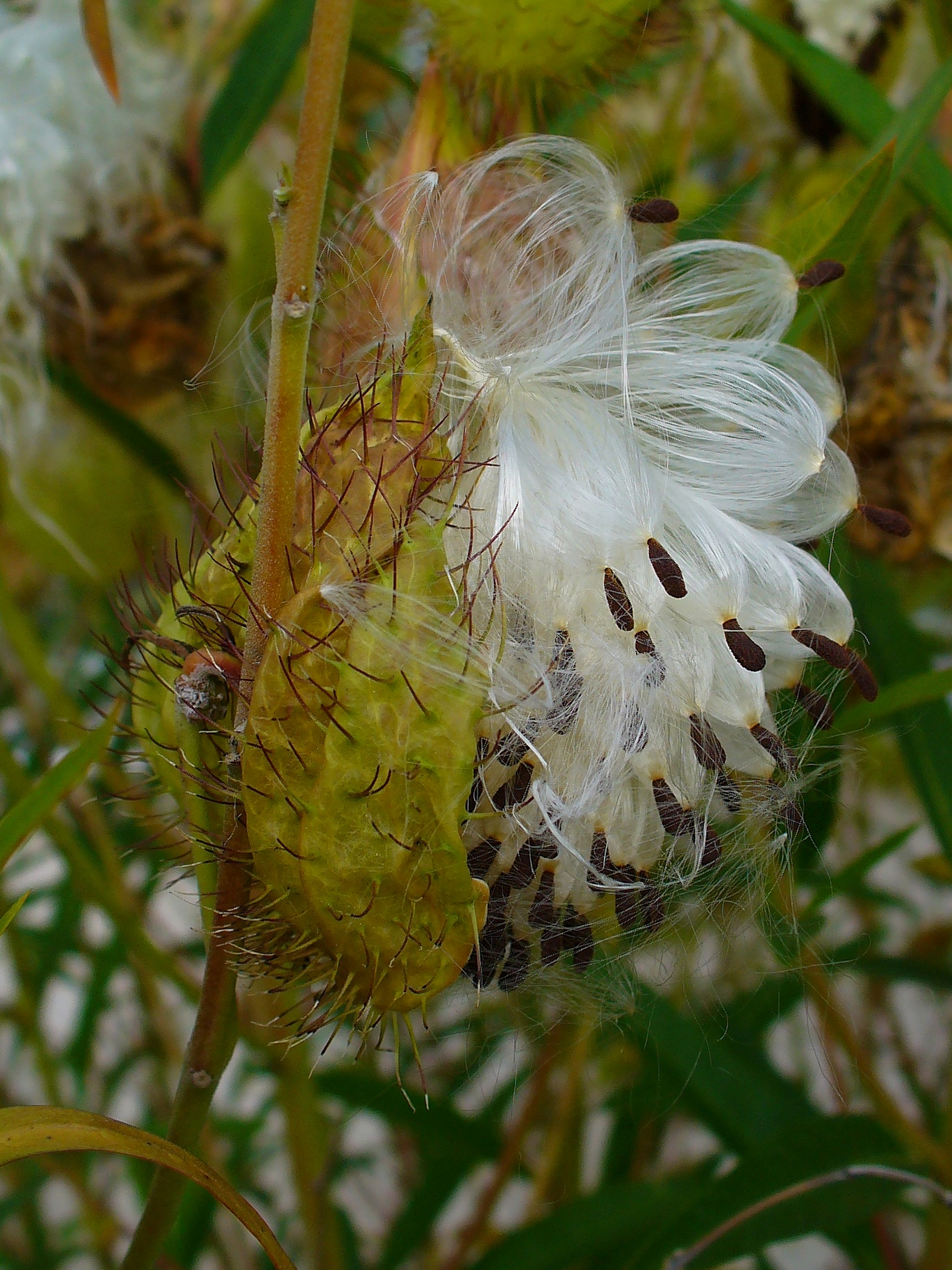
Balgfrüchte von Gomphocarpus fruticosus mit Samen und ihren Haarbüscheln

Die einzeln, extra-axillar stehenden und die benachbarten Blätter überragenden, überhängenden Blütenstände enthalten meist 4 bis 15 Blüten (ausnahmsweise auch bis 30 Blüten), die einfach bis sciadioidal (pseudo-doldenförmig, abgeleitet von einer Schraubel durch die Reduktion der Rhachis) angeordnet sind. Die flaumig bis wollig behaarten Blütenstandsschäfte sind genauso lang wie die Blütenstiele. Die Blüten hängen oder zeigen zur Seite. Die Knospen sind kugelig oder abgeflacht eiförmig.
Die zwittrigen Blüten sind radiärsymmetrisch und fünfzählig. Der Kelch erreicht etwa ein Viertel bis die Hälfte der Länge der Krone und besitzt fünf oder mehr Drüsen. Die fünf Kelchblätter sind frei, stark behaart und eiförmig bis lanzettlich oder dreieckig und am Ende spitz. Die fünf abstehenden bis zurückgeschlagenen, am Rand bewimperten bis bärtigen Kronblätter variieren in ihrer Länge von 8 bis 10 mm; sie sind eiförmig, am Ende spitz und nur am Grund verwachsen. Ihre Farbe reicht von weiß oder cremefarben bis grünlich, gelblich und bräunlich, oft mit einem purpurfarbenen Stich. Die gynostegiale Nebenkrone variiert in der Farbe von weiß bis elfenbeinfarben, gelb oder auch purpurrot (auch grüne bis gelbliche Farbtöne kommen vor). Sie besteht aus den sehr kleinen interstaminalen Nebenkronzipfeln nahe der Basis der Staubbeutel und den relativ großen staminalen Nebenkronzipfeln. Die Nebenkronzipfel sind kapuzenförmig und können einen „Zahn“ oder mehrere Fortsätze am oberen Rand aufweisen; allerdings fehlt meist der Zahn (oder Horn) in der kapuzenförmige Höhlung wie er z. B. bei der Gattung Asclepias vorhanden ist. Das Gynostegium ist sitzend oder sitzt auf einer kurzen Säule. Die Narbe ist abgeflacht. Die Staubbeutel sind rechteckig und höher als breit. Die Ränder verlaufen gerade, oder auch leicht konvex oder konkav gewölbt. Die flügelförmig erweiterten Ränder benachbarter Staubbeutel verlaufen annähernd parallel zueinander. Das braune oder auch schwarzgefärbte Corpusculum, eine Struktur die zwei Pollinien miteinander verbindet, ist eiförmig bis fast zylindrisch. Die Pollinien sind abgeflacht, länglich, verkehrt-lanzettlich oder verkehrt-eiförmig, manchmal verkehrt-dreieckig. Die Blüten produzieren viel Nektar.

### Früchte und Samen
Die einzelnen, aufrechten, auf meist verdrehten Stielen stehenden, manchmal stark aufgeblasenen Balgfrüchte sind 2 bis 8 cm lang bei einem Durchmesser von 2 bis 5 cm, in Wachstumsrichtung ellipsoid bis verkehrt-keulenförmig, im Querschnitt eiförmig bis drehrund. Ihre Spitzen sind sie mehr oder weniger stark geschnäbelt, oder zugespitzt oder auch stumpf. Die grünen bis hellbraunen Balgfrüchte besitzen eine glatte oder auch mehr oder weniger dicht mit 5 bis 10 mm langen Vorsätzen („weichen Dornen“) bedeckte Oberfläche. Die 5 bis 7 mm langen und 2 bis 5 mm breiten, birnen- bis eiförmigen oder auch rundlichen, dunkelbraunen Samen besitzen einen 30 bis 50 mm langen Haarschopf und manchmal schmale, ganzrandige Flügel.

### Chromosomenzahl
Die Chromosomenzahl beträgt 2n = 22 (bei Gomphocarpus cancellatus, Gomphocarpus filiformis. und Gomphocarpus fruticosus).

## Vorkommen

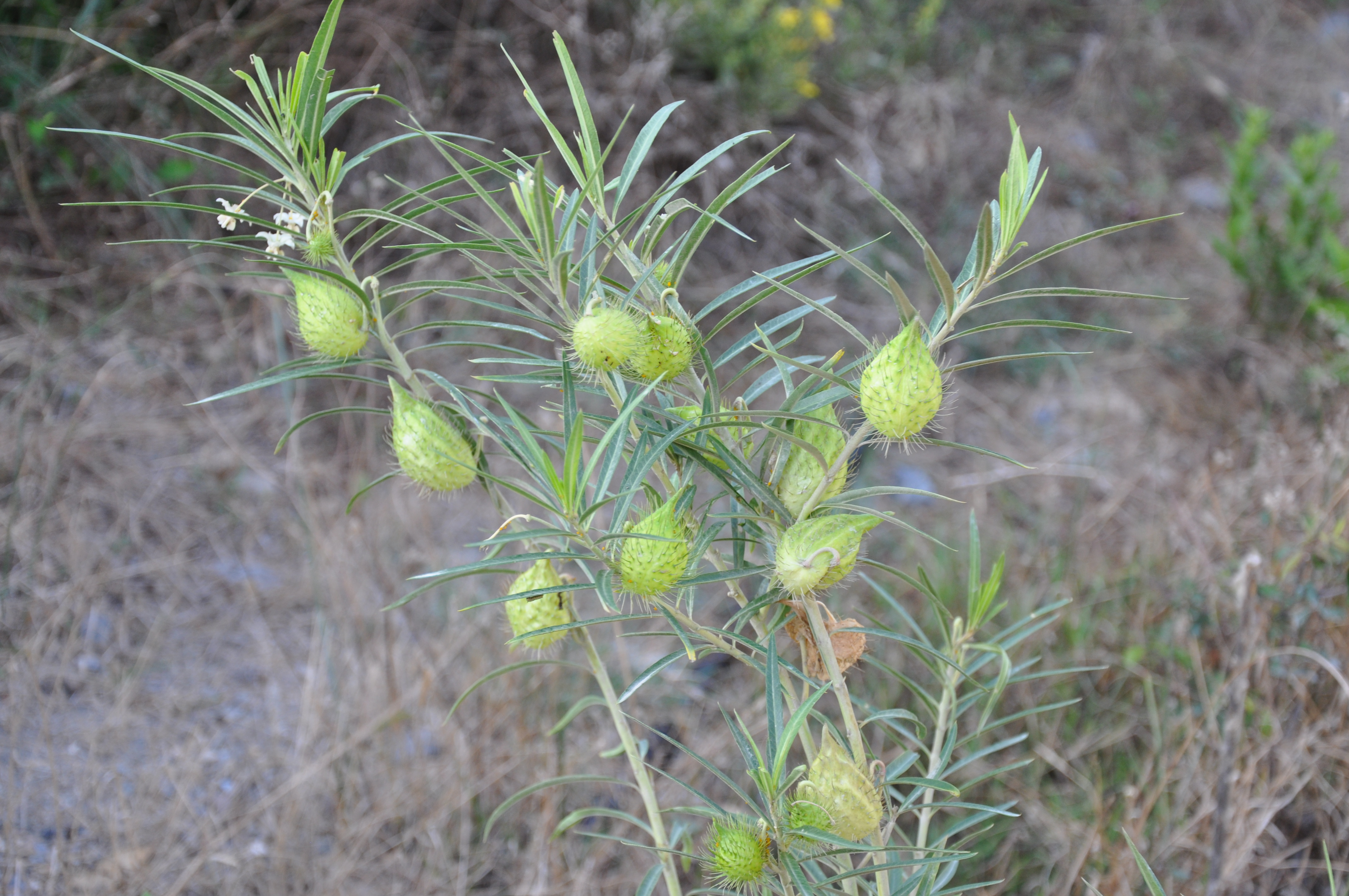
Gomphocarpus fruticosus

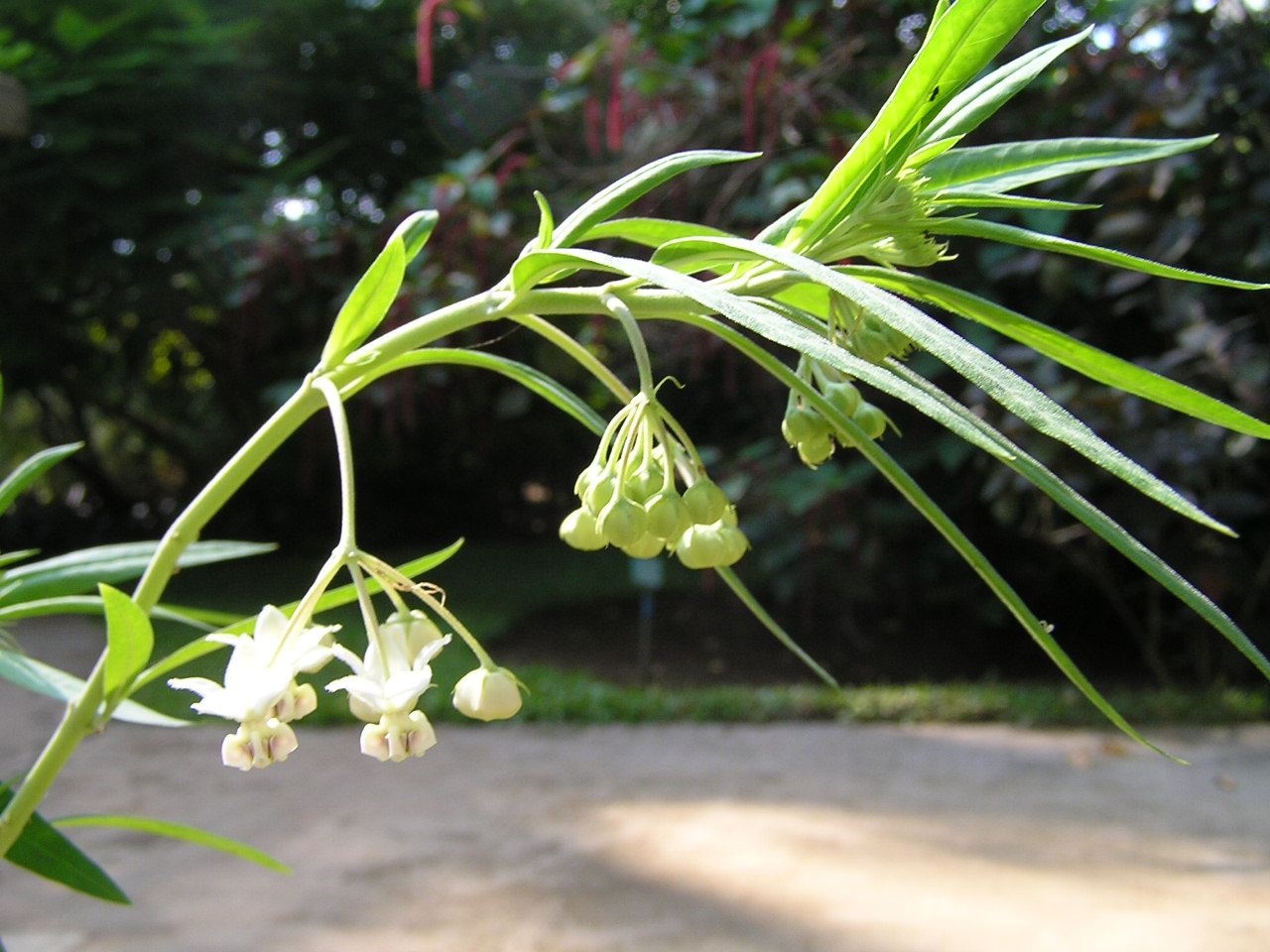
Stängel von Gomphocarpus physocarpus mit Blütenständen und Laubblättern

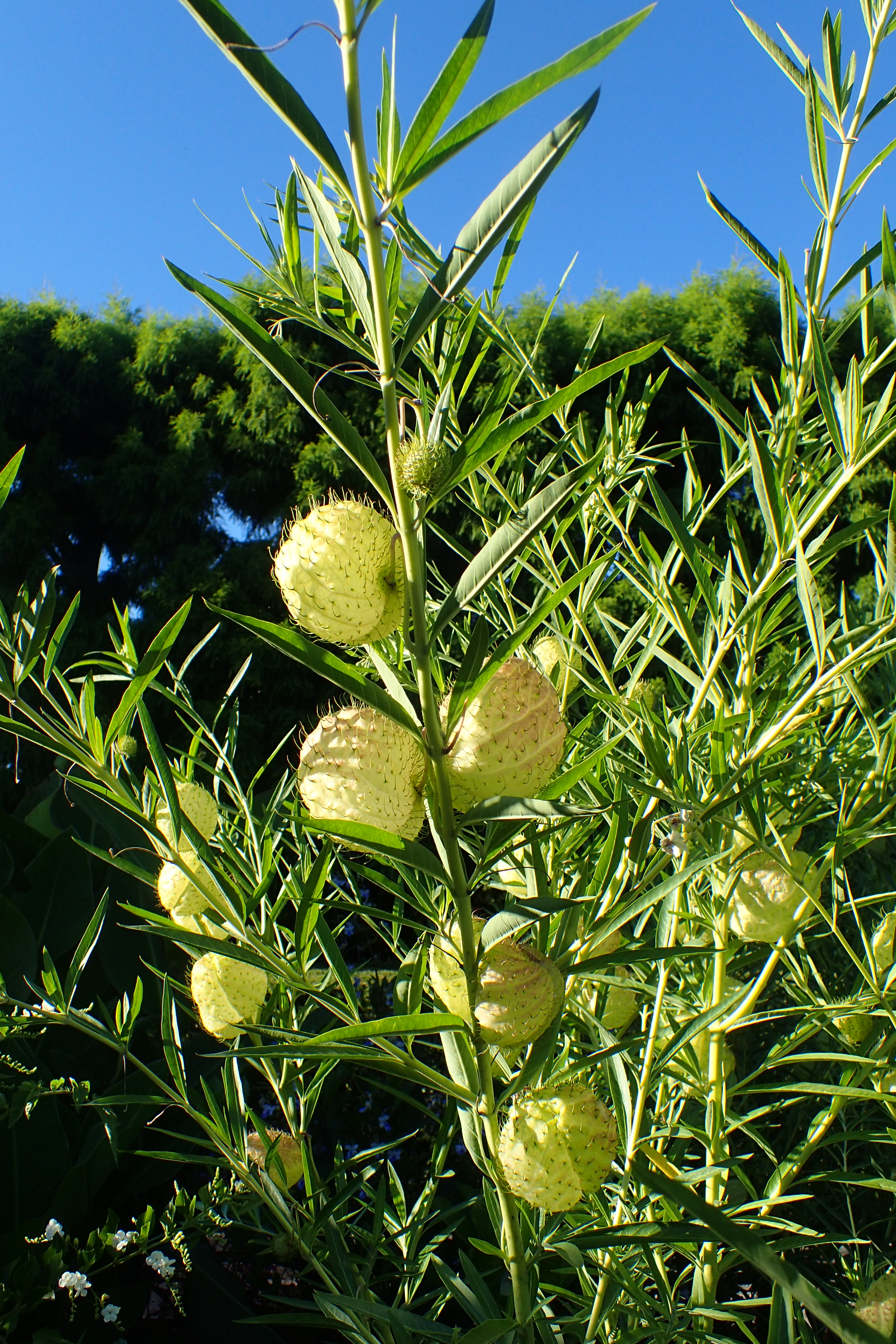
Gomphocarpus physocarpus mit Früchten

Das ursprüngliche Verbreitungsgebiet der Gattung Gomphocarpus ist das östliche und südliche Afrika sowie vereinzelte Vorkommen in höher gelegenen Gebieten in Westafrika (z. B. dem Jebel Marra, dem westlichen Sudan, dem nördlichen Kamerun und dem Dalaba-Plateau in Guinea). Im Norden reicht das Verbreitungsgebiet noch auf die Sinai-Halbinsel, in die Region um das Tote Meer und auf die Arabische Halbinsel.
Einzelne Gomphocarpus-Arten (beispielsweise Gomphocarpus fruticosus und Gomphocarpus physocarpus) werden als Zierpflanzen verwendet und sind heute in geeigneten Habitaten fast weltweit verwilderte Neophyten. So wurde Gomphocarpus cornutus Decne. 1838 aus Madagaskar beschrieben, Gomphocarpus arachnoideus E.Fourn. 1867 aus Mexiko, wobei beides, wie sich später zeigte, Synonyme von Gomphocarpus fruticosus (L.) W.T.Aiton sind und damit die bereits sehr frühe Verschleppung dieser Art zeigen. 1868 schließlich wurde Gomphocarpus fruticosus zusammen mit Gomphocarpus physocarpus auch in Australien nachgewiesen. Eine weitere Art, Gomphocarpus cancellatus, hat sich spätestens seit den 1990er Jahren fest in den beiden australischen Bundesstaaten South Australia und Victoria etabliert.
Die große Mehrheit der Gomphocarpus-Arten wachsen als Pionierpflanzen auf Brachland. Die Artengruppe um Gomphocarpus glaucophyllus und Gomphocarpus purpurascens kommen auf Flächen vor, die anfällig für Buschfeuer sind. Einige andere Arten werden auch als fakultative Rheophyten betrachtet, d. h. Pflanzenarten, die erfolgreich als Pionierpflanzen Sand-, Kies- und Schotterbänke von Flüssen besiedeln. Der einzige echte Rheophyt ist Gomphocarpus rivularis.

## Systematik
Die Gattung Gomphocarpus wurde 1810 von Robert Brown in Memoirs of the Wernerian Natural History Society, 1 (preprint), S. 37 aufgestellt. Der Gattungsname setzt sich aus den altgriechischen Wörtern γόμφος = gomphos für Schraube, Nagel, Zahn, Pflock und κάρπος = karpos für Frucht zusammen. Typusart ist Asclepias fruticosa L. Die Gattung Gomphocarpus gehört zur Subtribus Asclepiadinae aus der Tribus Asclepiadeae in der Unterfamilie Asclepiadoideae innerhalb der Familie Apocynaceae.
Nach Goyder & Nicholas 2001 enthält die Gattung Gomphocarpus 20 Arten:
- Gomphocarpus abyssinicus Decne.: Sie kommt in Guinea, Kamerun und vom Sudan bis Eritrea vor.[2]
- Gomphocarpus cancellatus (Burm. f.) Bruyns: Sie kommt von Namibia bis Südafrika vor.[2]
- Gomphocarpus filiformis (E.Mey.) Dietr.: Sie kommt von Namibia bis Südafrika vor.[2]
- Gomphocarpus fruticosus (L.) W.T.Aiton (Syn. Asclepias fruticosa L.): Sie kommt in fünf Unterarten von Eritrea bis Südafrika und auf der Arabischen Halbinsel vor.[2]
- Gomphocarpus glaucophyllus Schltr.: Sie kommt von Uganda bis Swaziland vor.[2]
- Gomphocarpus integer (N.E.Br.) Bullock: Sie kommt vom nordöstlichen tropischen Afrika bis ins nördliche Tansania vor.[2]
- Gomphocarpus kaessneri (N.E.Br.) Goyder & Nicholas: Sie kommt vom südlichen Kenia bis zum nördlichen Sambia vor.[2]
- Gomphocarpus munonquensis (S.Moore) Goyder & Nicholas: Sie kommt im westlichen Tansania und im südöstlichen Angola vor.[2]
- Gomphocarpus phillipsiae (N.E.Br.) Goyder: Sie kommt von Eritrea bis Tansania vor.[2]
- Gomphocarpus physocarpus E.Mey. (Syn.: Asclepias physocarpa (E.Mey.) Schltr.): Sie kommt vom südlichen Mosambik bis ins südliche Afrika vor.[2]
- Gomphocarpus praticola (S.Moore) Goyder & Nicholas: Sie kommt vom westlichen Tansania bis zum südlichen tropischen Afrika vor.[2]
- Gomphocarpus purpurascens A.Rich.: Sie kommt von Eritrea bis Äthiopien vor.[2]
- Gomphocarpus rivularis Schltr.: Sie kommt im südlichen Afrika vor.[2]
- Gomphocarpus semiamplectens K.Schum.: Sie kommt von der Demokratischen Republik Congo bis ins nördliche Namibia vor.[2]
- Gomphocarpus semilunatus A.Rich.: Sie kommt von Nigeria bis Äthiopien und Sambia vor.[2]
- Gomphocarpus sinaicus Boiss.: Sie kommt von Israel bis zur nördlich-zentralen und der westlichen Arabischen Halbinsel vor.[2]
- Gomphocarpus stenophyllus Oliv.: Sie kommt vom südlichen Äthiopien bis Tansania vor.[2]
- Gomphocarpus swynnertonii (S.Moore) Goyder & Nicholas: Sie kommt von Zaire und Tansania bis zum südlichen tropischen Afrika vor.[2]
- Gomphocarpus tenuifolius (N.E.Br.) Bullock: Sie kommt in Simbabwe vor.[2]
- Gomphocarpus tomentosus Burch.: Sie kommt in zwei Unterarten vom südlichen Afrika bis zum südlichen tropischen Afrika vor.[2]

### Unterschiede zur verwandten GattungAsclepias
Die Gattung Gomphocarpus unterscheidet sich von der Gattung Asclepias vor allem durch das faserige oder verholzte Rhizom, das bei Asclepias schlank bis dick rübenförmig oder knollig ausgebildet ist. Gomphocarpus bildet kurzlebige, ausdauernde Halbsträucher mit verzweigten Stängeln, Asclepias dagegen jährlich neu austreibende, meist unverzweigte oder wenig verzweigte Stängel. Des Weiteren sind die Blütenstände bei Gomphocarpus extra-axillar (aus den Blattachseln hervorgehend), bei Asclepias dagegen endständig.